# A Comore-szigetek az olimpiai játékokon
A Comore-szigetek első alkalommal 1996-ban vett részt az olimpiai játékokon, és azóta is minden nyári olimpiára küld sportolókat. A Comore-szigetek még nem képviseltette magát a téli olimpiai játékokon.
Még egyetlen Comore-szigeteki olimpikon sem nyert érmet.
A Comore-szigeteki Olimpiai és Sportbizottságot 1979-ben alapították, és a NOB 1993-ban vette fel tagjai közé.